# Пеццали, Эдоардо
Эдоардо Пеццали (итал. Edoardo Pezzali; 1915 — 11 марта 1937) — итальянский офицер, танкист, участник Гражданской войны в Испании. Кавалер высшей награды Италии за подвиг на поле боя — золотой медали «За воинскую доблесть» (1937, посмертно).

## Биография
Родился в 1915 году в городе Павия региона Ломбардия, Королевство Италия.
Окончив университет по специальности юриспруденция, публиковался в литературных журналах. С 1935 года в армии, направлен в 91-й пехотный полк после окончания кадетской школы при римском университете. В 1936 году переведён в 4-й танковый полк. После тяжёлой болезни восстановился на воинской службе и с началом гражданской войны в Испании, 31 января 1937 года, направлен под Кадис.
Командир танкового взвода 4-го танкового полка итальянского добровольческого корпуса младший лейтенант Эдоардо Пеццали особенно отличился в Гвадалахарской операции. К утру 11 марта итальянские части возобновили наступление вдоль сарагосского шоссе на Трихуэке и от Бриуэги на Сифуэнтес. Они добились некоторого успеха в наступлении на позиции 11-й и 12-й интербригад, вынудив их к отступлению в южном направлении по главной дороге. Итальянский авангард был остановлен всего около 3 км до города Ториха. Погиб в бою у местечка Паласио-де-Ибарра (провинция Гвадалахара). Посмертно награждён золотой медалью «За воинскую доблесть».
Из представления к награде:

Офицер-танкист, доброволец в гражданской войне в Испании, неоднократно прошёл испытания своего мастерства и отваги. Во время ожесточённого боя, в особенно важном эпизоде борьбы, взял на себя инициативу по противоборству с пулемётным гнездом, мешавшему продвижению колонны. После того как его танк был подбит и обездвижен, а сам был ранен, не отказался от борьбы до тех пор, пока не одержал верх над врагом, положив конец своему мученичеству юного героя.
Паласио-де-Ибарра, 11 марта 1937.
Оригинальный текст (итал.)Ufficiale di fanteria carrista, volontario nella guerra di Spagna, dava ripetute prove di perizia e di coraggio. Durante una dura battaglia, in un episodio particolarmente saliente della lotta, usciva di iniziativa col suo carro dal dispositivo della propria compagnia per affrontare un nido di mitragliatrici che contrastava su un fianco l’avanzata del reparto. Colpito ed immobilizzato il carro e ferito egli stesso, non desisteva dalla lotta finché il nemico, inasprito dalla resistenza, non appena ebbe il sopravvento, poneva fine col martirio alla sua eroica giovinezza.

Palacio de Ibarra, 11 marzo 1937.

Вместе с ним за этот бой был награждён младший лейтенант Луиджи Фуччия. С 8 по 23 марта 1937 года в боях за Гвадалахару республиканские войска нанесли поражение националистам и итальянским силам.

## Награды
- Золотая медаль «За воинскую доблесть» (1937, посмертно)